# Батов (деревня)
Батов — деревня в Дзержинском районе Красноярского края в составе Шеломковского сельсовета.

## География
Деревня находится на западе района примерно в 36 километрах по прямой на запад от села Дзержинское.

## Климат
Климат резко континентальный, который проявляется в больших годовых амплитудах температуры воздуха. Среднемесячная температура января −21,4 оС, июля 18,2 оС. Средняя дата наступления мороза 7/IX, средняя дата окончания последнего мороза 31/V, средняя продолжительность безморозного периода — 98 дней. Средняя продолжительность отопительного сезона составляет 243 дня, средняя температура отопительного сезона — 9,1ºС. Количество осадков, выпадающих в теплый период, составляет 288 мм, а в холодный — 74 мм. Средняя высота снежного покрова на открытых участках составляет 36 см, максимальная — 50 см, минимальная — 17 см.

## Население
| 2010 |
| ---- |
| 130  |

Постоянное население составляло 275 человека в 2002 году (95 % русские), 130 в 2010.

## История
Образована в 1909 году. Названа в память о рабочем, умершем во время землеустроительных работ. В 1911 году в деревне проживало 85 человек. В советское время работал колхоз «Кайтымский партизан».